# 河瀬雅英
河瀬 雅英（かわせ よしひで、1957年2月3日 - ）は、大阪府大阪市生野区出身の元プロ野球選手（投手）。

## 経歴
興國高では主に控え投手として起用されていたため、公式戦の出番はほとんどなく全くの無名であった。
近鉄バファローズに練習生として1年間在籍し、1975年オフにドラフト外で入団。オーバースローの無理のないフォームは首脳陣の間でもかなり期待されていた。
1978年に日本ハムファイターズにテスト入団するも、1軍公式戦の出場がないまま1979年に現役を引退した。

## 詳細情報

### 年度別投手成績
- 一軍公式戦出場なし

### 背番号
- 59 （1976年 - 1977年）
- 66 （1978年 - 1979年）